# Принудительный аборт
Принуди́тельный або́рт может произойти, когда преступник вызывает аборт силой, угрозой, воспользовавшись неспособностью женщины дать свое согласие, или когда она даёт свое согласие под принуждением. Как и принудительная стерилизация, принудительный аборт может включать физическое вторжение в женские репродуктивные органы.

## Китай
В Китае производились незаконные принудительные аборты, связанные с политикой одного ребёнка. Они стали результатом давления правительства на местных чиновников, которые, в свою очередь, применяют тактику сильной руки к беременным матерям.
В июне 2012 года Фэн Цзяньмэй была принудительно вынуждена абортировать свой 7-месячный плод после того, как не заплатила штраф за нарушение политики одного ребёнка. Дело Фэн Цзяньмэй широко обсуждалось в китайском интернете, особенно сильный общественный резонанс вызвала публикация фотографии её мертворождённого ребёнка. 5 июля Европейский парламент принял резолюцию, в которой говорится, что он решительно осуждает как дело Фэн, так и принудительные аборты в целом и «особенно в контексте политики одного ребёнка».
Часть работы активиста босоногого адвоката Чэнь Гуанчэня также касалась эксцессов такого рода.
К 2012 году общественность Китая выразила несогласие с принудительными абортами, несмотря на их ограниченное использование, и политика одного ребёнка была отменена. Даже после перехода на политику двух детей в январе 2016 года такая практика всё ещё имеет место.
По сообщениям Международного общества защиты прав человека, принудительные аборты также затрагивают людей в Тибетском автономном районе.

## Северная Корея
Китай возвращает назад всех нелегальных иммигрантов из Северной Кореи, где их обычно краткосрочно заключают в тюрьму. Многие беженцы из Северной Кореи утверждают, что в этих тюрьмах распространены принудительные аборты и детоубийство. Согласно показаниям, полученным сенатом США, беременных заключённых в лагере заставляют делать инъекции; все живорождённые убиваются сразу после рождения.

## США
В изучении серии фокус-групп, проведённом в Соединённых Штатах активисткой по борьбе с торговлей людьми Лорой Ледерер в 2014 году, более 25 % покинувших секс-трафик в ответах сообщили, что их принуждали к аборту.

## Россия
Стерилизация и аборты являются повсеместной практикой в российских психоневрологических интернатах (ПНИ). Поскольку в психоневрологических интернатах по закону дети жить не могут, а учреждения, в которых могли бы проживать пациенты ПНИ вместе с детьми, отсутствуют, в ПНИ почти всем беременным женщинам делают аборты. Во время абортов пациенткам ПНИ нередко также подвергают принудительной стерилизации — перевязывают маточные трубы, мотивируя это якобы выявленными «серьёзными осложнениями».

## Германия
Принудительные аборты проводились во времена национал-социализма в том числе среди остарбайтеров. Кроме того, в рамках евгеники и расовой гигиены убийства детей производились путём детской эвтаназии; также на основании закона о так называемом «предотвращении рождения потомства с наследственными заболеваниями» людей делали бесплодными с помощью принудительной стерилизации.

## Восточный Тимор
Из Восточного Тимора сообщается о насильственной стерилизации, принудительных абортах и принудительной контрацепции для контроля над народонаселением и в рамках индонезийской оккупации.